# Prendiamoci il futuro
(Beppe Grillo, Prendiamoci il futuro)
(Beppe Grillo, Prendiamoci il futuro)
Prendiamoci il futuro. Perché nel Lambro si muore e nel Tamigi sguazzano i delfini? è la settima pubblicazione di Beppe Grillo, edita da Rizzoli, già editore di "A riveder le stelle. Come seppellire i partiti e tirar fuori l'Italia dal pantano", Milano, marzo 2010.

## Edizioni
- Beppe Grillo, Prendiamoci il futuro, Rizzoli, 2010,  p. 190, ISBN 978-88-17-04529-2.